# 下関市立文関小学校
下関市立文関小学校（しものせきしりつ ぶんかんしょうがっこう/Shimonoseki Municipal Bunkan Elementary School）は山口県下関市上田中町に存在する公立小学校。

## 概要
下関市立日新中学校に隣接しており、周辺には早鞆高等学校や山口県立下関南高等学校、下関市立第一幼稚園などが存在する文教地区となっている。児童の殆どは隣接する下関市立日新中学校に進学する。著名な卒業生に政治家の林芳正がいる。
生徒数（2022年）
- 1年生 : 78人
- 2年生 : 69人
- 3年生 : 78人
- 4年生 : 72人
- 5年生 : 79人
- 6年生 : 109人
- 男子児童：246人
- 女子児童：239人
- 全校生徒計 : 485人（市内7位）

教職員数
- 教員 : 28人（市内12位）
- 職員 : 6人

通学区域
- 石神町
- 山の口町
- 藤ヶ谷町
- 大字藤ヶ谷
- 後田町1・3・5丁目
- 貴船町1・2・3・4丁目
- 上田中町1・2・4・5・7・8丁目
- 向洋町1丁目
- 椋野町1・2・3丁目
- 大字椋野

## 沿革
- 1872年（明治5年）: 永福寺（観音崎）に赤間関小学校開設。
- 1874年（明治7年）: 王司町大隆寺に移転。文関小学校と改称。
- 1904年（明治37年）: 菁莪分校が菁莪尋常小学校として独立。
- 1932年（昭和7年）: 文関尋常小学校を開設。
- 1942年（昭和17年）: 校歌制定。
- 1952年（昭和27年）: 北校舎新築（建築モデルスクール候補校）。
- 1953年（昭和28年）: 南校舎新築（全児童収容）。
- 1954年（昭和29年）: 中校舎新築。学校給食優良校指定（県教委）。
- 1955年（昭和30年）: 情操教育研究指定校として発表。
- 1959年（昭和34年）: 新校舎完成。全九州山口器楽コンクール優秀賞受賞。
- 1962年（昭和37年）: 県市特別教育活動研究校指定。
- 1963年（昭和38年）: 県市学校行事特別教育活動研究研究発表会開催。
- 1964年（昭和39年）: 西日本社会科研究大会開催。
- 1965年（昭和40年）: プール竣工（25ｍ 7コース）。
- 1967年（昭和42年）: 全教室にテレビ設置。友愛の庭（昭和42年卒業記念）。
- 1970年（昭和45年）: PTA優秀校として全国表彰受賞。
- 2004年（平成16年）: 合唱クラブがNHK学校音楽コンクール中国ブロック銅賞受賞。
- 2012年（平成24年）: 長門市仙崎小学校と「金子みすゞ交流会」開催。
- 2014年（平成26年）: 渡り廊下全面改修。
- 2018年（平成30年）: 各教室扇風機設置。

## アクセス
電車
- JR西日本山陽本線幡生駅

バス
- サンデン交通山の口バス停
- サンデン交通新町4丁目バス停

## 著名な出身者
- 林芳正（第87代内閣官房長官、第151代外務大臣、第22・23代文部科学大臣、第55・58代農林水産大臣、内閣府特命担当大臣（経済財政政策）、第5代防衛大臣、衆議院議員、参議院議員）